# Zdeněk Florian
Zdeněk Florian (* 1954) je bývalý český fotbalista, obránce.

## Fotbalová kariéra
V československé lize hrál za LIAZ Jablonec. Nastoupil ve 12 ligových utkáních. Gól v lize nedal.

## Ligová bilance
| Ročník                                   | Zápasy | Góly | Klub          |
| ---------------------------------------- | ------ | ---- | ------------- |
| 1. československá fotbalová liga 1975/76 | 12     | 0    | LIAZ Jablonec |
| CELKEM 1. liga                           | 12     | 0    |               |